# Samuel Heinrich Catel
Samuel Heinrich Catel (* 1. April 1758 in Halberstadt; † 29. Juni 1838 in Berlin), Pseudonym: Chletas, war ein deutscher Prediger und Pädagoge französischer Herkunft. 

## Leben
Samuel Heinrich Catel war hugenottischer Abstammung, sein Vorfahre Daniel Catel aus Sedan in Frankreich war um 1688 nach Berlin gekommen. Er ist entfernt verwandt mit den Künstlern Franz Ludwig und Ludwig Catel. 
Nach einem Studium an einem Predigerseminar berief man Catel 1778 als Prediger nach Strasburg (Uckermark). Dort blieb er bis Frühjahr 1781 und wechselte dann in das gleiche Amt nach Brandenburg an der Havel. Nach zwei Jahren kam er 1783 als Katechet an die Französische Gemeinde in Berlin. 
Im Frühjahr 1793 berief man Catel an das Französische Gymnasium von Berlin und er wirkte dort bis zu seiner Pensionierung als Professor für griechische Sprache. Politisch engagiert, wurde er parallel dazu 1803 Redaktionsmitglied der Berliner Politischen Zeitung. Daneben schuf er mit den Jahren auch ein beachtliches Werk als Übersetzer. 
Catel starb am 29. Juni 1838 im Alter von 80 Jahren und fand seine letzte Ruhestätte auf dem Französischen Friedhof von Berlin.

## Werke (Auswahl)
Übersetzungen
- Ange E. Poisson de Lachabeaussière: La Morale de la Raison. Verlag Lagarde, Berlin 1798.
- Bion von Smyrna u. a.: Bion, Moschos, Anakreon und Sapho. Libau Verlag, Berlin 1787.
- Wilhelmine Karoline von Wobeser: Elise ou le modèle des femmes. Roman morale („Elisa oder das Weib wie es sein sollte“). Verlag Gräff, Leipzig 1789.
- Joachim Heinrich Campe: Le Nouveau Robinson. („Robinson der Jüngere“). Verlag Gräff, Leipzig 1810.